# Muscle petit rond
Le muscle petit rond est un muscle pair postérieur de l'épaule. Avec les muscles infra-épineux, supra-épineux et subscapulaire, il compose la coiffe des rotateurs.

## Structure
Le muscle petit rond est un muscle cylindrique.

## Origine
Le muscle petit rond naît le long des deux-tiers supérieurs dorsaux du bord latéral de la scapula dans la fosse infra-épineuse. Il s'attache également sur le fascia infraépineux et sur les fascias qui le séparent des muscles infra-épineux et grand rond.

## Trajet
Le muscle petit rond est oblique en haut, en avant et en dehors et parallèle au muscle infra-épineux.

## Terminaison
Le muscle petit rond se termine sur la face postérieure du tubercule majeur de l'humérus, en arrière du muscle infra-épineux.

## Innervation
Le muscle petit rond est innervé par le nerf du muscle petit rond, branche du nerf axillaire (racines C5-C6).

## Action

Action du muscle infra-épineux et du muscle petit rond.

Le muscle petit rond est rotateur externe de l'épaule et légèrement adducteur, Il tire et stabilise la tête de l'humérus dans la fosse glénoïde de la scapula. Il est également abaisseur de la tête humérale. Il travaille en synergie avec le muscle infra-épineux.

## Galerie

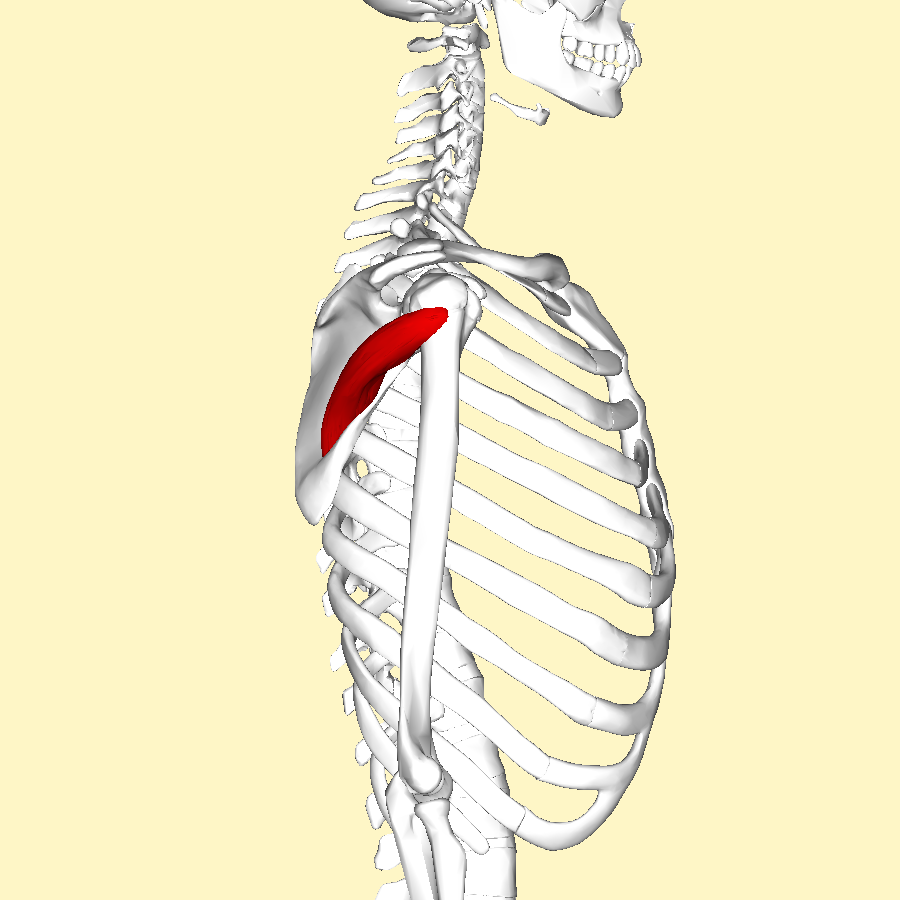
Vue latérale.
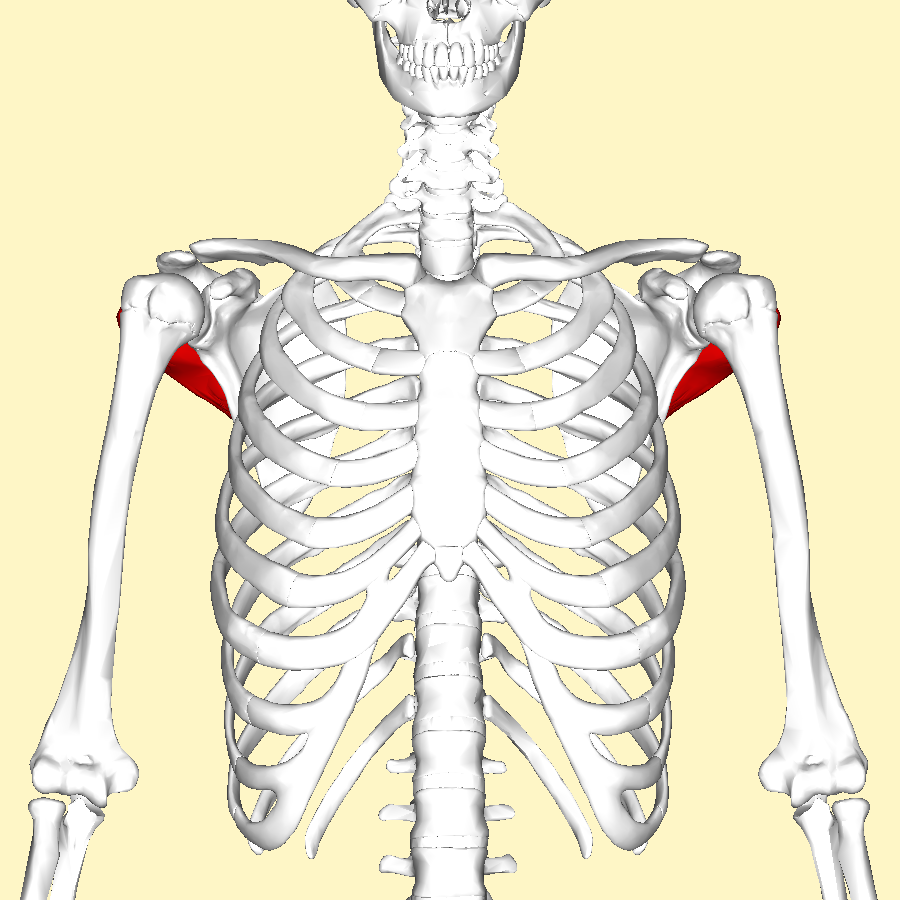
Vue antérieure
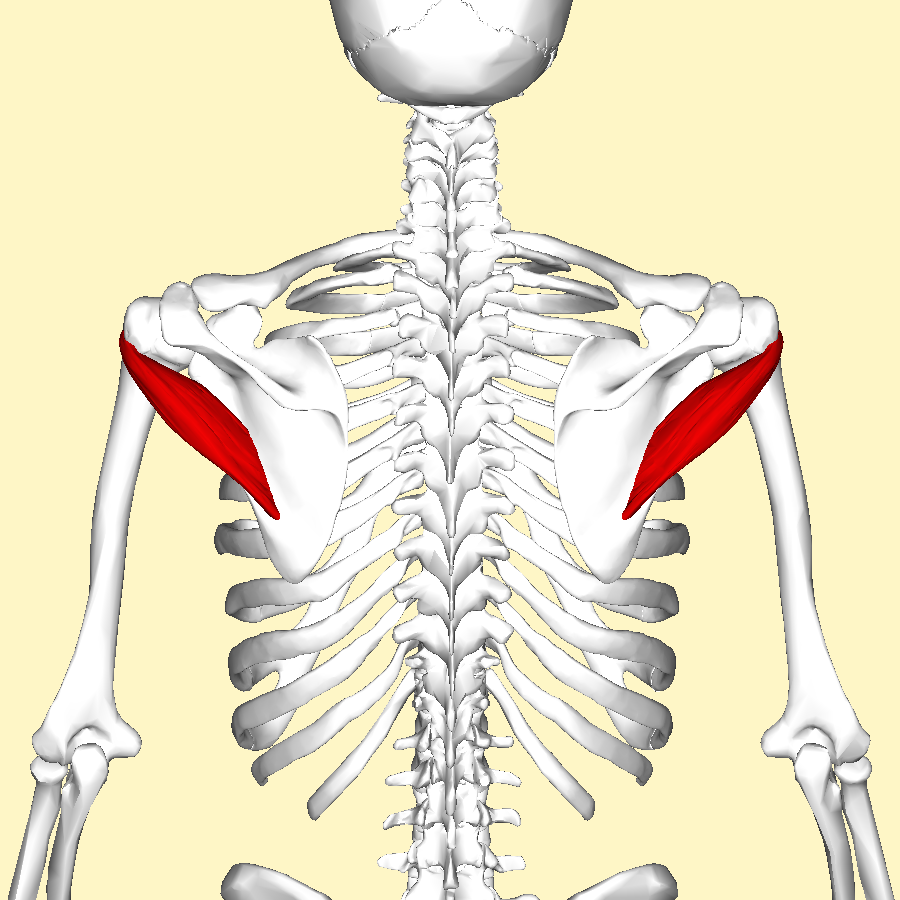
Vue postérieure
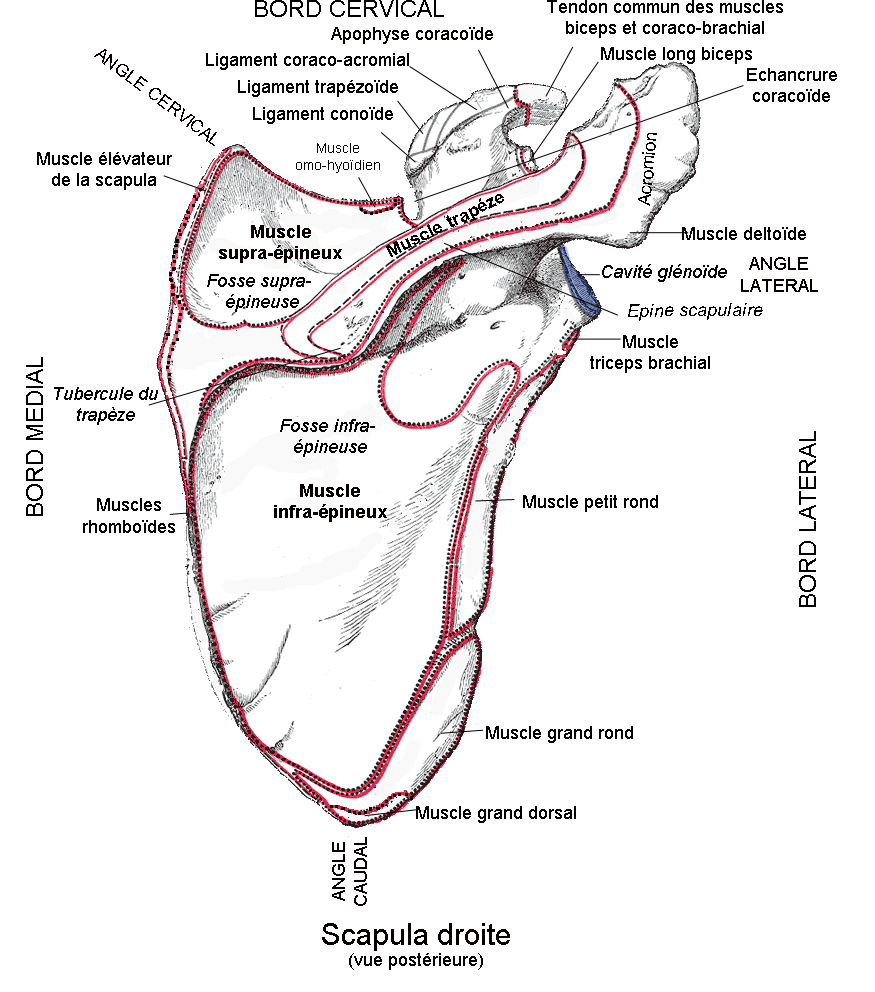
Origine scapulaire du muscle petit rond.
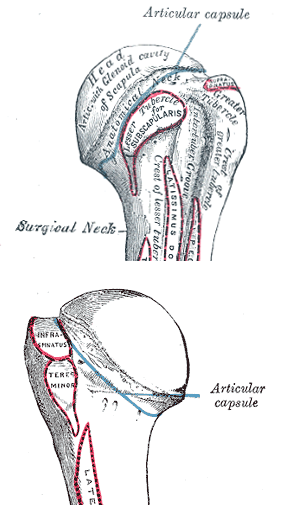
Insertion humérale du muscle petit rond (teres minor).